# Сенна, Бруно
Бру́но Се́нна Ла́лли (порт. Bruno Senna Lalli; род. 15 октября 1983 года в Сан-Паулу) — бразильский автогонщик, племянник легендарного трёхкратного чемпиона Формулы-1 Айртона Сенны. Его мать, сестра Айртона — Вивьен Сенна. Его отец, Флавио Лалли, погиб в аварии на мотоцикле в 1995 году.

## Карьера

### Ранняя карьера
Бруно Сенна соревновался с Айртоном на семейной ферме, и было известно, что Айртон очень высоко рассматривал потенциал племянника. Смерть Айртона Сенны за рулём Williams на Гран-при Сан-Марино 1994 года привела к «заморозке» карьеры Бруно.
Однако в 2004 году в Имоле на десятилетнюю годовщину со смерти дяди, Бруно Сенне был выдан экземпляр машины 1986 года Lotus 98T, в качестве подарка от итальянского друга. Сенна управлял машиной во время уик-энда Гран-при Бразилии 2004 на «Интерлагосе», где Айртон Сенна одерживал победы в 1991 и 1993.
Напарник Айртона Сенны по McLaren в сезонах 1990-1992 и друг семьи Герхард Бергер помогал карьере Бруно Сенны. Сестра Бруно, Бьянка, была его менеджером.
В 2005 году после пяти гонок Британской Формулы-БМВ и Формулы-Рено Бруно Сенна перешёл в Британскую Формулу-3. Его лучшими результатами стали три подиума в семи последних гонках, заработанные за команду Räikkönen Robertson Racing.

### 2006: Британская Формула-3

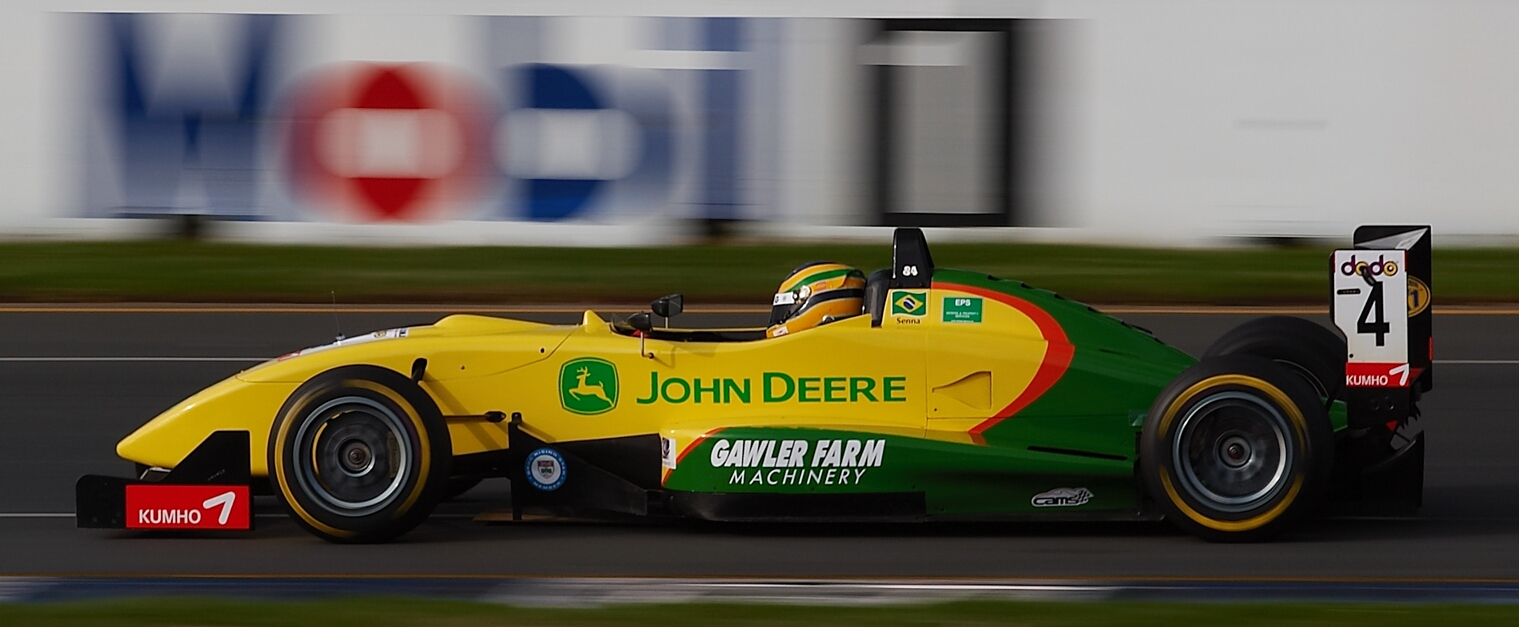
Бруно Сенна управляет болидом Dallara F304 в гонке поддержки Гран-при Австралии 2006 года.

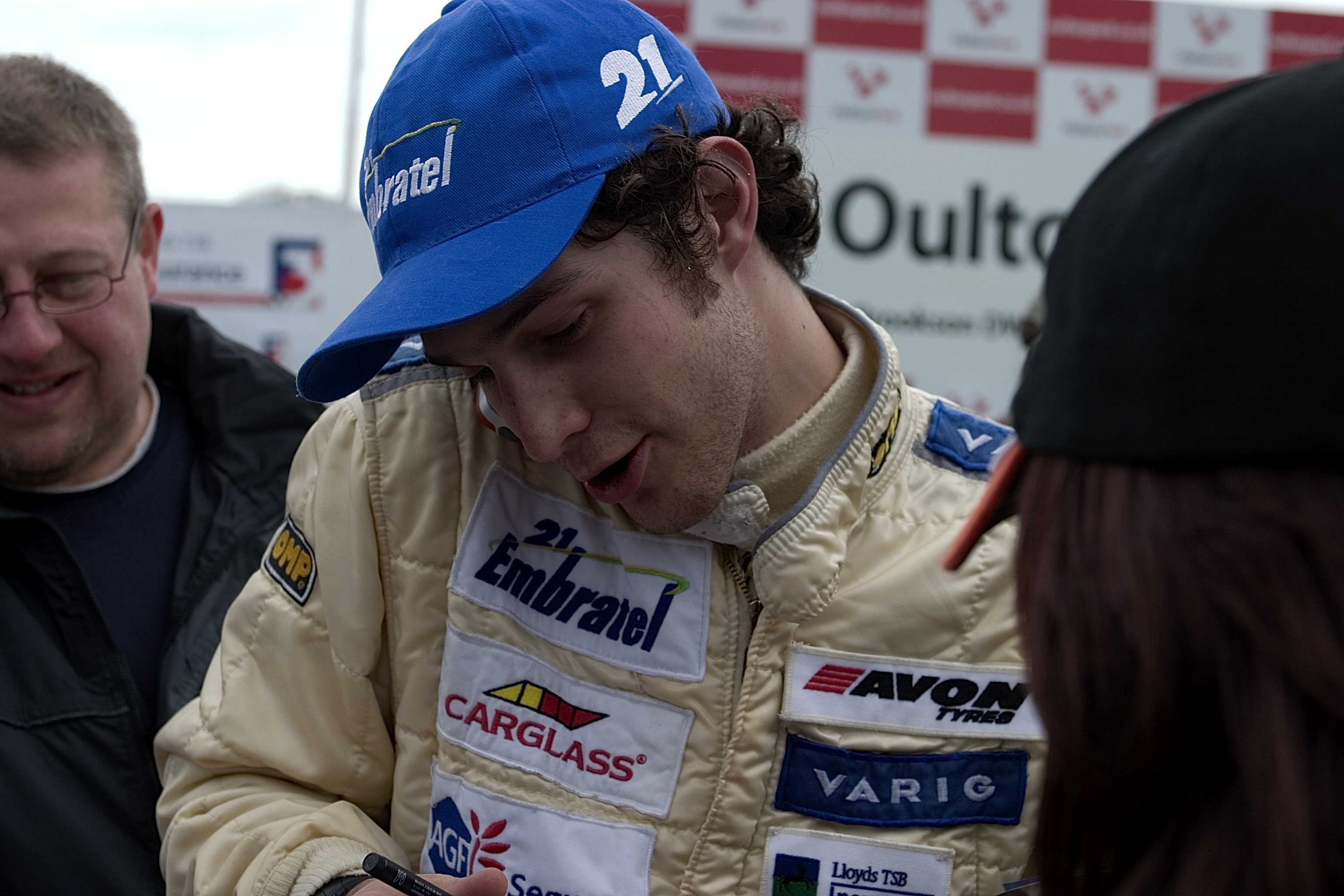
Бруно Сенна раздаёт автографы перед гонкой в Оултон Парке в 2006 году.

В 2006 Сенна выступил в гонках Формулы-3, в рамках поддержки Гран-при Австралии 2006 года, выиграв три гонки из четырёх  .
Также он провёл свой полный сезон с командой Räikkönen Robertson Racing, завершив его на третьей позиции в личном зачёте с 269 очками и четырьмя победами. Он выиграл обе открывающие гонки в Оултон Парке в дождевых условиях. Также он выиграл первую гонку в Донингтон Парке и вторую гонку в Муджелло, Италия, также в дождь.
28 мая Сенна впервые появился на трассе в Монако, в качестве гостя на этапе Porsche Supercup. К сожалению, ему пришлось сойти в первом повороте из-за проблем со сцеплением.
Сенна попал в крупную аварию на первой гонке пятого этапа серии в Снеттертоне. На втором круге он и пилот Hitech Racing Сальвадор Дуран столкнулись на прямой Revett (быстрейшая прямая в Великобритании) на скорости около 240 км/ч. Болид Сенны взлетел непосредственно перед мостом, и возможно был подрезан в воздухе. Его автомобиль жёстко приземлился и остановился на некотором расстоянии от защитного барьера, а Сенна благополучно покинул болид. Тем не менее, его автомобиль был поврежден и, несмотря на то, что к ремонту приступили немедленно, Сенна пропустил вторую гонку. На заднем антикрыле болида он рекламировал веб-страницу фонда Айртона Сенны.
В октябре 2006 года он появился на еженедельной телевизионной программе Vroom Vroom на британском телеканале Sky One. Каждую неделю он проводил тесты различных автомобилей.

### 2007—2008: GP2
В октябре 2006 года Сенна заявил, что намеревается выйти на старт Гран-при Формулы-1 в 2009. Он подписал контракт со спонсируемой Red Bull командой Arden International на сезон 2007 серии GP2. Он финишировал четвёртым в дебютной гонке в Бахрейна и вскоре, на этапе в Испании, заработал первую победу. В единственной гонке в Монако Сенна боролся изо всех сил с неудачным комплектом шин.
На протяжении четырёхнедельного перерыва в серии GP2 между этапами в Монако и во Франции, Сенна принял участие в третьем этапе Ferrari Challenge Trofeo Pirelli European на трассе Сильверстоун 9 и 10 июня 2007 года. Управляя F430 в уик-энде, посвящённому 60-летию Ferrari, Сенна выиграл обе гонки, стартуя с поула. Причиной участия в этой серии стала необходимость понимания этой трассы, которая после следовала в календаре GP2.

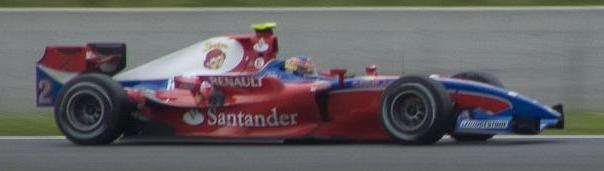
Сенна управляет болидом iSport International на этапе в Маньи-Куре сезона 2008 GP2.

В Сильверстоуне из-за ошибки в пятничной квалификации Сенна стартовал на последнем 26-м месте. После великолепного старта он смог финишировать на 11-м месте. В спринте он также не смог заработать очков и финишировал десятым. После плохой квалификации на Нюрбургринге Сенна стартовал 16-м, но оказался на девятом месте после первого пит-стопа. Однако ему был выдан штраф проезд через пит-лейн после того, как он вовлёк в столкновение Адама Кэрролла и финишировал всего-лишь 15-м. Воскресная гонка завершилась после аварии на первом круге. В обоих гонках в Венгрии он финишировал за пределами первой десятки из-за плохих настроек болида. В основной гонке в Турции он снова не смог набрать очков. Тем не менее, Сенна финишировал шестым в спринте и набрал очки впервые после Франции. В Монце Сенна финишировал на высоком четвёртом месте после старта четырнадцатым. Стартуя пятым в спринте, Сенна провёл великолепный старт, вырвавшись на второе место, однако после контакта с Лукой Филиппи, вызвавшего избыточную поворачиваемость, Сенна финишировал третьим. В Спа Сенна установил хороший темп в практике и показал третье время в квалификации. Но из-за столкновения на стартовой решётке ему пришлось стартовать 22-м и сражаться, чтобы сократить отставание. Но гонку он завершил в барьере из покрышек. Стартуя из задних рядов в спринте, Сенна финишировал восьмым и покинул Бельгию без очков. В конце сезона в испанской Валенсии, в основной гонке Сенна не финишировал, а в спринте стартовал девятнадцатым и приехал к финишу четырнадцатым. В целом, это был положительный сезон для Сенны, завершившего сезон в пределах топ-10 с одной победой и тремя подиумами, выступая всего третий год в сериях с открытыми колёсами.
Сенна сменил команду на сезон 2008, перейдя в iSport International, где его напарником стал Карун Чандхок. Также он принял участие с командой в сезоне 2008 GP2 Asia. На втором этапе в Стамбуле Сенна сбил выбежавшую на трассу собаку. Подвеска машины Сенны была повреждена в инциденте, заставив его сойти. Сам Сенна обошёлся без травм, в то время как собака погибла. Сенна выиграл основную гонку в GP2 в Монте Карло. Впервые за пятнадцать лет на первой строчке в Монако оказалась фамилия Сенны. Это также вывело его на первую позицию в личном зачёте, а на второй позиции был ставший впоследствии чемпионом сезона Джорджо Пантано.

### Первые контакты с командами Формулы-1
Впервые Бруно Сенна опробовал машину Формулы-1 17-19 ноября 2008 года на тестах команды Honda в Барселоне, на автодроме Каталунья. Его задачей стало ознакомление с болидом Honda RA108 и его системами, перед тем как перейти к полноценной программе, во время которой команда могла оценить его успехи, технические навыки и способность работать с большим количеством людей в команде.
Несмотря на это, Сенна к концу трёхдневных тестов был уже в 0,3 секунды от постоянного пилота Honda Racing F1 Дженсона Баттона. 5 декабря 2008 года Honda объявила об уходе из Формулы-1 из-за экономического кризиса. Шансы на дебют в сезоне 2009 года резко уменьшились. Ожидалось, что если команда сможет найти покупателя до старта сезона в марте, то Сенна станет вторым пилотом команды. Однако команда перезаключила контракт с Рубенсом Баррикелло.
В сезоне 2009 Формулы-1 предполагалось, что Сенна заменит Себастьена Бурде в Scuderia Toro Rosso, хотя Ромен Грожан был более предпочтителен для руководителя команды Франца Тоста. Четырёхкратного чемпиона Champ Car Бурде считали «упустившим время» в Формуле-1. Бруно Сенна отвергал слухи и называл их «простыми спекуляциями». Сенна также решил не подписывать контракт с Mercedes на выступление в Сезон 2009 DTM «чтобы полностью сфокусироваться на шансах попасть в Формулу-1».

### Серия Ле-Ман
После тестов машины Oreca LMP1, Сенна присоединился к команде для выступления в 24 часах Ле-Мана и серии Ле-Ман. Его первой гонкой стало 1000 км Каталуньи 2009 года, где его напарником был Стефан Ортелли и они финишировали третьими.

### Формула-1
В сезоне-2010 Бруно Сенна выступал в Формуле-1 за команду «Хиспания», не набрал ни одного очка, как и его партнёры по команде. С начала сезона-2011 являлся тест-пилотом «Рено».
Перед Гран-при Бельгии команда объявила об увольнении Ника Хайдфельда, после чего Бруно стал боевым пилотом команды до конца сезона. В своей первой гонке, Гран-при Бельгии, в квалификации занял 7-е место, опередив Виталия Петрова (10-е), но на старте гонки спровоцировал аварию с Хайме Альгерсуари, за что получил штраф (проезд по пит-лейн) и занял в гонке 13 место. Однако уже в следующей гонке, Гран-при Италии, заработал свои первые очки в Формуле-1, заняв девятое место.
17 января 2012 года подписал контракт боевого пилота на 2012 год с командой Williams.

### Чемпионат мира по автогонкам на выносливость (WEC)
На сезон 2013 Бруно не нашлось места, но он продолжает свою гоночную карьеру в чемпионате мира по гонкам на выносливость WEC в классе GTE Pro. Сенна провел полный сезон, включая «24 часа Ле-Мана», за рулём Aston Martin. Напарником Бруно стал Фредерик Маковецки и Роб Белл. Результатом стала победа в своём классе и 8-е место в абсолютном зачёте, 94 очка, 2 победы, 2 подиума (оба раза второе место) и 3 поула.

### Формула-E
В сентябре 2014 года стартовал новый чемпионат — Формула-E. Бруно Сенна оказался одним из первых, кто получил контракт на место боевого пилота. Он подписал контракт с командой Mahindra. Дебютный этап прошёл 14 сентября в Пекине, однако Сенна не смог стартовать из-за проблем с электроникой.
Второй этап прошёл 22 ноября 2014 года в окрестном городе Куала-Лумпура — Путраджае. Сенна перед гонкой в Малайзии получил FanBoost (дополнительные 90 кВт/67 л. с. для обгона от болельщиков). И ему удалось его использовать в течение гонки. Однако, на последнем круге Сенна слишком быстро вышел из поворота и разбил машину о стену из отработанных покрышек. Классифицирован 14-м.
Третий этап прошёл 13 декабря в Пунта-дель-Эсте. На этот раз — квалификация на 8-м месте, и 6-е место за счёт схода Жана-Эрика Верня и обгона Николя Проста после выхода машины безопасности из-за аварии Стефана Сарразана. Тем самым Сенна за три гонки принес команде Mahindra лишь 8 очков и переместился на 13-е место в чемпионате.

## Результаты выступлений

### Статистика
| Сезон     | Серия                                     | Команда                     | Старты | Победы | Поулы | БК | Подиумы | Очки | Место |
| --------- | ----------------------------------------- | --------------------------- | ------ | ------ | ----- | -- | ------- | ---- | ----- |
| 2004      | Asian Formula Renault Challenge           | Shangsai FRD GT Tires Team  | 1      | 0      | 0     | ?  | 1       | —    | НК†   |
| 2004      | Формула-БМВ UK                            | Carlin Motorsport           | 6      | 0      | 0     | 0  | 0       | 6    | 21    |
| 2005      | Британская Формула-3                      | Double R Racing             | 21     | 0      | 1     | 0  | 3       | 75   | 10    |
| 2005      | Формула-3 Мастерс                         | Double R Racing             | 1      | 0      | 0     | 0  | 0       | —    | НК    |
| 2005      | Гран-при Макао                            | Double R Racing             | 1      | 0      | 0     | 0  | 0       | —    | НК    |
| 2006      | Британская Формула-3                      | Räikkönen Robertson Racing  | 22     | 5      | 3     | 5  | 9       | 229  | 3     |
| 2006      | Формула-3 Мастерс                         | Räikkönen Robertson Racing  | 1      | 0      | 0     | 0  | 0       | —    | 7     |
| 2006      | Гран-при Австралии Формулы-3              | Bronte Rundle Motorsport    | 3      | 2      | 0     | ?  | 3       | —    | НК†   |
| 2006      | Porsche Carrera Cup Germany               | EMC Buchbinder ARAXA Racing | 1      | 0      | 0     | 0  | 0       | —    | НК†   |
| 2006      | Суперкубок Порше                          | Porsche AG                  | 1      | 0      | 0     | 0  | 0       | —    | НК†   |
| 2007      | GP2                                       | Arden International         | 21     | 1      | 0     | 0  | 3       | 34   | 8     |
| 2007      | Ferrari Challenge Europe — Trofeo Pirelli | Ferrari GB Dealer Team      | 2      | 2      | 2     | ?  | 2       | —    | НК†   |
| 2007      | Гран-при Макао                            | Räikkönen Robertson Racing  | 1      | 0      | 0     | 0  | 0       | —    | НК    |
| 2008      | GP2 Asia                                  | iSport International        | 9      | 0      | 0     | 4  | 2       | 23   | 5     |
| 2008      | GP2                                       | iSport International        | 20     | 2      | 3     | 0  | 6       | 64   | 2     |
| 2009      | Серия Ле-Ман                              | Team Oreca Matmut — AIM     | 3      | 0      | 0     | 0  | 2       | 12   | 8     |
| 2009      | 24 часа Ле-Мана                           | Team Oreca Matmut — AIM     | 1      | 0      | 0     | 0  | 0       | —    | НК    |
| 2010      | Формула-1                                 | HRT F1 Team                 | 18     | 0      | 0     | 0  | 0       | 0    | 23    |
| 2011      | Формула-1                                 | Lotus Renault GP            | 8      | 0      | 0     | 0  | 0       | 2    | 18    |
| 2012      | Формула-1                                 | Williams F1 Team            | 20     | 0      | 0     | 1  | 0       | 31   | 16    |
| 2013      | FIA WEC — LMGTE Pro                       | Aston Martin Racing         | 8      | 2      | 3     | 0  | 4       | 94   | 8     |
| 2013      | FIA WEC — LMGTE Am                        | Aston Martin Racing         | 1      | 1      | 1     | 0  | 1       | 13,5 | 23    |
| 2013      | Американская серия Ле-Ман                 | Aston Martin Racing         | 1      | 0      | 0     | 0  | 0       | 0    | НК†   |
| 2013      | 24 часа Ле-Мана                           | Aston Martin Racing         | 1      | 0      | 1     | 0  | 0       | —    | НК    |
| 2013      | Stock Car Brasil                          | GT Team Raízen              | 1      | 0      | 0     | 0  | 0       | 0    | НК†   |
| 2013      | Blancpain Endurance Series                | Von Ryan Racing             | 1      | 0      | 0     | 0  | 0       | 4    | 31    |
| 2014      | FIA WEC — LMGTE Pro                       | Aston Martin Racing         | 2      | 0      | 0     | 0  | 0       | 14   | 22    |
| 2014      | 24 часа Ле-Мана — LMGTE Pro               | Aston Martin Racing         | 1      | 0      | 0     | 0  | 0       | —    | 6     |
| 2014      | Stock Car Brasil                          | Prati-Donaduzzi             | 1      | 0      | 0     | 0  | 0       | 0    | НК†   |
| 2014/2015 | Формула-E                                 | Mahindra Racing             | 11     | 0      | 0     | 0  | 0       | 40   | 10    |
| 2015      | Stock Car Brasil                          | Prati-Donaduzzi             | 1      | 0      | 0     | 0  | 0       | 0    | НК†   |
| 2015      | Blancpain Endurance Series                | Von Ryan Racing             | 4      | 0      | 0     | 0  | 0       | 10   | 20    |
| 2015–16   | Формула-E                                 | Mahindra Racing             | 10     | 0      | 0     | 1  | 1       | 52   | 11    |
| 2016      | FIA WEC — LMP2                            | RGR Sport by Morand         | 9      | 2      | 1     | 1  | 7       | 166  | 2     |
| 2016      | 24 часа Ле-Мана — LMP2                    | RGR Sport by Morand         | 1      | 0      | 0     | 0  | 0       | —    | 10    |
| 2016      | Blancpain GT Series Endurance Cup         | Garage 59                   | 1      | 0      | 0     | 0  | 0       | 0    | НК    |
| 2016      | Intercontinental GT Challenge             | Garage 59                   | 1      | 0      | 0     | 0  | 0       | 1    | 17    |
| 2017      | FIA WEC — LMP2                            | Vaillante Rebellion         | 9      | 4      | 1     | 2  | 8       | 186  | 1     |
| 2017      | 24 часа Ле-Мана — LMP2                    | Vaillante Rebellion         | 1      | 0      | 0     | 0  | 0       | —    | 14    |
| 2017      | Чемпионат спорткаров IMSA — Prototype     | Tequila Patrón ESM          | 4      | 0      | 0     | 0  | 0       | 97   | 17    |
| 2018      | Чемпионат спорткаров IMSA — Prototype     | United Autosports           | 2      | 0      | 0     | 0  | 0       | 56   | 33    |
| 2018      | Европейская серия Ле-Ман — LMP2           | United Autosports           | 1      | 0      | 0     | 0  | 0       | 0,5  | 32    |
| 2018      | 24 часа Ле-Мана — LMP1                    | Rebellion Racing            | 1      | 0      | 0     | 0  | 0       | —    | 4     |
| 2018–19   | FIA WEC — LMP1                            | Rebellion Racing            | 7      | 0      | 0     | 0  | 1       | 73   | 7     |
| 2019      | Европейская серия Ле-Ман — LMP2           | RLR MSport                  | 5      | 0      | 0     | 0  | 0       | 5,5  | 21    |
| 2019      | 24 часа Ле-Мана — LMP1                    | Rebellion Racing            | 1      | 0      | 0     | 0  | 0       | —    | 4     |
| 2019–20   | FIA WEC — LMP1                            | Rebellion Racing            | 7      | 2      | 4     | 1  | 6       | 145  | 3     |
| 2020      | 24 часа Ле-Мана — LMP1                    | Rebellion Racing            | 1      | 0      | 0     | 1  | 1       | —    | 2     |
| Источник: |                                           |                             |        |        |       |    |         |      |       |

† — Поскольку Сенна был гостевым пилотом, он не мог получать очки.

### Результаты выступлений в серии GP2
| Легенда к таблице |                                                                    |
| --- | ------------------------------------------------------------------ |
| В таблице перечислены результаты всех Гран-при Формулы-1, в которых принимал участие гонщик. Строками таблицы являются сезоны, столбцами — этапы чемпионата мира. В каждой клетке указаны сокращённое название этапа и результат, дополнительно обозначенный цветом. Расшифровка обозначений и цветов представлена в нижеследующей таблице. |                                                                    |
| \| Пример \| Описание \| \| ------------ \| ------------------------------------------------------------------ \| \| 1 \| Победитель \| \| 2 \| Второе место \| \| 3 \| Третье место \| \| 5 \| Финишировал, заработав очки \| \| Сход \| Не финишировал, но при этом заработал очки \| \| 12 \| Финишировал, не получив очков \| \| НКЛ \| Финишировал, но не попал в финальную классификацию \| \| 15 \| Участвовал вне зачёта, либо по отдельной классификации \| \| 18 \| Не финишировал, но попал в финальную классификацию \| \| Сход \| Не финишировал \| \| НКВ \| Не прошёл квалификацию \| \| НПКВ \| Не прошёл предквалификацию \| \| ДСК \| Дисквалифицирован \| \| ИСК \| Исключён из протокола соревнований \| \| ТТ \| Заявлен для участия только в тренировках \| \| НС \| Участвовал в квалификации, но не стартовал в гонке \| \| Т \| Травмирован или болен \| \| ОТК \| Отказ от участия \| \| НТР \| Прибыл на соревнования, но на трассу не выезжал \| \| НПР \| Был заявлен в числе участников, но не прибыл к началу соревнований \| \| О \| Соревнования отменены \| \| \| Не участвовал \| \| Поул-позиция \| \| \| Быстрый круг \| \| |                                                                    |
| Пример | Описание                                                           |
| 1 | Победитель                                                         |
| 2 | Второе место                                                       |
| 3 | Третье место                                                       |
| 5 | Финишировал, заработав очки                                        |
| Сход | Не финишировал, но при этом заработал очки                         |
| 12 | Финишировал, не получив очков                                      |
| НКЛ | Финишировал, но не попал в финальную классификацию                 |
| 15 | Участвовал вне зачёта, либо по отдельной классификации             |
| 18 | Не финишировал, но попал в финальную классификацию                 |
| Сход | Не финишировал                                                     |
| НКВ | Не прошёл квалификацию                                             |
| НПКВ | Не прошёл предквалификацию                                         |
| ДСК | Дисквалифицирован                                                  |
| ИСК | Исключён из протокола соревнований                                 |
| ТТ | Заявлен для участия только в тренировках                           |
| НС | Участвовал в квалификации, но не стартовал в гонке                 |
| Т | Травмирован или болен                                              |
| ОТК | Отказ от участия                                                   |
| НТР | Прибыл на соревнования, но на трассу не выезжал                    |
| НПР | Был заявлен в числе участников, но не прибыл к началу соревнований |
| О | Соревнования отменены                                              |
| | Не участвовал                                                      |
| Поул-позиция |                                                                    |
| Быстрый круг |                                                                    |

| Год  | Команда              | 1       | 2       | 3        | 4          | 5        | 6       | 7          | 8        | 9        | 10       | 11         | 12       | 13       | 14       | 15      | 16         | 17       | 18         | 19      | 20         | 21       | ЛЗ | Очки |
| ---- | -------------------- | ------- | ------- | -------- | ---------- | -------- | ------- | ---------- | -------- | -------- | -------- | ---------- | -------- | -------- | -------- | ------- | ---------- | -------- | ---------- | ------- | ---------- | -------- | -- | ---- |
| 2007 | Arden International  | БАХ 1 4 | БАХ 2 8 | ИСП 1    | ИСП 2 4    | МОН 1 11 | ФРА 1 3 | ФРА 2 7    | ВЕЛ 1 11 | ВЕЛ 2 10 | ЕВР 1 15 | ЕВР 2 Сход | ВЕН 1 13 | ВЕН 2 12 | ТУЦ 1 10 | ТУЦ 2 6 | ИТА 1 4    | ИТА 2 3  | БЕЛ 1 Сход | БЕЛ 2 8 | ВАЛ 1 Сход | ВАЛ 2 14 | 8  | 34   |
| 2008 | iSport International | ИСП 1 2 | ИСП 2 4 | ТУЦ 1 15 | ТУЦ 2 Сход | МОН 1    | МОН 2 5 | ФРА 1 Сход | ФРА 2 5  | ВЕЛ 1 6  | ВЕЛ 2 1  | ГЕР 1 4    | ГЕР 2 3  | ВЕН 1 3  | ВЕН 2 3  | ЕВР 1 9 | ЕВР 2 Сход | БЕЛ 1 11 | БЕЛ 2 Сход | ИТА 1 5 | ИТА 2 9    |          | 2  | 64   |

#### Результаты выступлений в GP2 Asia
| Легенда к таблице |                                                                    |
| --- | ------------------------------------------------------------------ |
| В таблице перечислены результаты всех Гран-при Формулы-1, в которых принимал участие гонщик. Строками таблицы являются сезоны, столбцами — этапы чемпионата мира. В каждой клетке указаны сокращённое название этапа и результат, дополнительно обозначенный цветом. Расшифровка обозначений и цветов представлена в нижеследующей таблице. |                                                                    |
| \| Пример \| Описание \| \| ------------ \| ------------------------------------------------------------------ \| \| 1 \| Победитель \| \| 2 \| Второе место \| \| 3 \| Третье место \| \| 5 \| Финишировал, заработав очки \| \| Сход \| Не финишировал, но при этом заработал очки \| \| 12 \| Финишировал, не получив очков \| \| НКЛ \| Финишировал, но не попал в финальную классификацию \| \| 15 \| Участвовал вне зачёта, либо по отдельной классификации \| \| 18 \| Не финишировал, но попал в финальную классификацию \| \| Сход \| Не финишировал \| \| НКВ \| Не прошёл квалификацию \| \| НПКВ \| Не прошёл предквалификацию \| \| ДСК \| Дисквалифицирован \| \| ИСК \| Исключён из протокола соревнований \| \| ТТ \| Заявлен для участия только в тренировках \| \| НС \| Участвовал в квалификации, но не стартовал в гонке \| \| Т \| Травмирован или болен \| \| ОТК \| Отказ от участия \| \| НТР \| Прибыл на соревнования, но на трассу не выезжал \| \| НПР \| Был заявлен в числе участников, но не прибыл к началу соревнований \| \| О \| Соревнования отменены \| \| \| Не участвовал \| \| Поул-позиция \| \| \| Быстрый круг \| \| |                                                                    |
| Пример | Описание                                                           |
| 1 | Победитель                                                         |
| 2 | Второе место                                                       |
| 3 | Третье место                                                       |
| 5 | Финишировал, заработав очки                                        |
| Сход | Не финишировал, но при этом заработал очки                         |
| 12 | Финишировал, не получив очков                                      |
| НКЛ | Финишировал, но не попал в финальную классификацию                 |
| 15 | Участвовал вне зачёта, либо по отдельной классификации             |
| 18 | Не финишировал, но попал в финальную классификацию                 |
| Сход | Не финишировал                                                     |
| НКВ | Не прошёл квалификацию                                             |
| НПКВ | Не прошёл предквалификацию                                         |
| ДСК | Дисквалифицирован                                                  |
| ИСК | Исключён из протокола соревнований                                 |
| ТТ | Заявлен для участия только в тренировках                           |
| НС | Участвовал в квалификации, но не стартовал в гонке                 |
| Т | Травмирован или болен                                              |
| ОТК | Отказ от участия                                                   |
| НТР | Прибыл на соревнования, но на трассу не выезжал                    |
| НПР | Был заявлен в числе участников, но не прибыл к началу соревнований |
| О | Соревнования отменены                                              |
| | Не участвовал                                                      |
| Поул-позиция |                                                                    |
| Быстрый круг |                                                                    |

| Год  | Команда              | 1       | 2        | 3       | 4     | 5          | 6       | 7       | 8          | 9         | 10       | Место | Очки |
| ---- | -------------------- | ------- | -------- | ------- | ----- | ---------- | ------- | ------- | ---------- | --------- | -------- | ----- | ---- |
| 2008 | iSport International | ОАЭ 1 2 | ОАЭ 2 19 | ИНЗ 1 7 | ИНЗ 2 | МАЗ 1 Сход | МАЗ 2 8 | БАХ 1 4 | БАХ 2 Сход | ОАЭ 1 ДСК | ОАЭ 2 11 | 5     | 23   |

### Результаты выступлений в Формуле-1
| Легенда к таблице |                                                                    |
| --- | ------------------------------------------------------------------ |
| В таблице перечислены результаты всех Гран-при Формулы-1, в которых принимал участие гонщик. Строками таблицы являются сезоны, столбцами — этапы чемпионата мира. В каждой клетке указаны сокращённое название этапа и результат, дополнительно обозначенный цветом. Расшифровка обозначений и цветов представлена в нижеследующей таблице. |                                                                    |
| \| Пример \| Описание \| \| ------------ \| ------------------------------------------------------------------ \| \| 1 \| Победитель \| \| 2 \| Второе место \| \| 3 \| Третье место \| \| 5 \| Финишировал, заработав очки \| \| Сход \| Не финишировал, но при этом заработал очки \| \| 12 \| Финишировал, не получив очков \| \| НКЛ \| Финишировал, но не попал в финальную классификацию \| \| 15 \| Участвовал вне зачёта, либо по отдельной классификации \| \| 18 \| Не финишировал, но попал в финальную классификацию \| \| Сход \| Не финишировал \| \| НКВ \| Не прошёл квалификацию \| \| НПКВ \| Не прошёл предквалификацию \| \| ДСК \| Дисквалифицирован \| \| ИСК \| Исключён из протокола соревнований \| \| ТТ \| Заявлен для участия только в тренировках \| \| НС \| Участвовал в квалификации, но не стартовал в гонке \| \| Т \| Травмирован или болен \| \| ОТК \| Отказ от участия \| \| НТР \| Прибыл на соревнования, но на трассу не выезжал \| \| НПР \| Был заявлен в числе участников, но не прибыл к началу соревнований \| \| О \| Соревнования отменены \| \| \| Не участвовал \| \| Поул-позиция \| \| \| Быстрый круг \| \| |                                                                    |
| Пример | Описание                                                           |
| 1 | Победитель                                                         |
| 2 | Второе место                                                       |
| 3 | Третье место                                                       |
| 5 | Финишировал, заработав очки                                        |
| Сход | Не финишировал, но при этом заработал очки                         |
| 12 | Финишировал, не получив очков                                      |
| НКЛ | Финишировал, но не попал в финальную классификацию                 |
| 15 | Участвовал вне зачёта, либо по отдельной классификации             |
| 18 | Не финишировал, но попал в финальную классификацию                 |
| Сход | Не финишировал                                                     |
| НКВ | Не прошёл квалификацию                                             |
| НПКВ | Не прошёл предквалификацию                                         |
| ДСК | Дисквалифицирован                                                  |
| ИСК | Исключён из протокола соревнований                                 |
| ТТ | Заявлен для участия только в тренировках                           |
| НС | Участвовал в квалификации, но не стартовал в гонке                 |
| Т | Травмирован или болен                                              |
| ОТК | Отказ от участия                                                   |
| НТР | Прибыл на соревнования, но на трассу не выезжал                    |
| НПР | Был заявлен в числе участников, но не прибыл к началу соревнований |
| О | Соревнования отменены                                              |
| | Не участвовал                                                      |
| Поул-позиция |                                                                    |
| Быстрый круг |                                                                    |

| Сезон | Команда          | Шасси         | Двигатель               | Ш | 1        | 2        | 3      | 4      | 5        | 6        | 7        | 8        | 9      | 10     | 11     | 12     | 13       | 14       | 15       | 16     | 17     | 18     | 19     | 20       | Место | Очки |
| ----- | ---------------- | ------------- | ----------------------- | - | -------- | -------- | ------ | ------ | -------- | -------- | -------- | -------- | ------ | ------ | ------ | ------ | -------- | -------- | -------- | ------ | ------ | ------ | ------ | -------- | ----- | ---- |
| 2010  | HRT F1 Team      | HRT F110      | Cosworth CA 2010 2,4 V8 | B | БАХ Сход | АВС Сход | МАЛ 16 | КИТ 16 | ИСП Сход | МОН Сход | ТУР Сход | КАН Сход | ЕВР 20 | ВЕЛ    | ГЕР 19 | ВЕН 17 | БЕЛ Сход | ИТА Сход | СИН Сход | ЯПО 15 | КОР 14 | БРА 21 | АБУ 19 |          | 23    | 0    |
| 2011  | Lotus Renault GP | Renault R31   | Renault RS27 2,4 V8     | P | АВС      | МАЛ      | КИТ    | ТУР    | ИСП      | МОН      | КАН      | ЕВР      | ВЕЛ    | ГЕР    | ВЕН    | БЕЛ 13 | ИТА 9    | СИН 15   | ЯПО 16   | КОР 13 | ИНД 12 | АБУ 16 | БРА 17 |          | 18    | 2    |
| 2012  | Williams F1      | Williams FW34 | Renault RS27 2,4 V8     | P | АВС 16   | МАЛ 6    | КИТ 7  | БАХ 22 | ИСП Сход | МОН 10   | КАН 17   | ЕВР 10   | ВЕЛ 9  | ГЕР 17 | ВЕН 7  | БЕЛ 12 | ИТА 10   | СИН 18   | ЯПО 14   | КОР 15 | ИНД 10 | АБУ 8  | США 10 | БРА Сход | 16    | 31   |